# روکوجو نو میاسون دوکورو
بانو روکوجو (به ژاپنی: 六条御息所, Rokujō no Miyasundokoro)، یک شخصیت خیالی در داستان گنجی (گنجی مونوگاتاری) است. حسادت او به‌طور ناخودآگاه باعث می‌شود که ایکیریو (روح سرگردان) او تبدیل به یک شیریو (همچنین به عنوان یوره‌ای شناخته می‌شود) شود که به چندین معشوقه و همسر هیکارو گنجی حمله می‌کند و آنها را می‌کشد.